# Almazara del Conde
La Almazara del Conde es una antigua almazara ubicada en Sot de Chera, en la comarca de Los Serranos, y que presenta una catalogación como Bien de Interés Etnológico por parte de la Generalidad Valenciana y también está clasificado como Bien de Protección Parcial en el Plan General de Sot de Chera por la Diputación de Valencia.

## Historia y descripción
La almazara era propiedad de la casa señorial de los Monpalau, señores locales, desde el siglo XVII hasta 1987. En su último año de uso se molieron 14.830 kg de aceitunas y produciendo un total de  3.411 L de aceite.
La almazara es un tipo de molino en el que se obtiene aceite a partir de las aceitunas. En Sot de Chera, este molino representa un testimonio de la relevancia del patrimonio señorial, ya que inicialmente era u molino familiar que pasó a convertirse en un ejemplo de industria oleica local,debido a que en el año 1947 se convirtió en la sede de la Cooperativa Olivera y Caja Rural de municipio.
La almazara está fuera de servicio desde hace tiempo, pero dentro de los actos de las fiestas de San Antonio Abad, aún se pone en marcha de forma excepcional, realizándose catas de aceite a los asistentes a los actos.
La almazara está en una planta baja en la que se ubica todos los elementos: el molino rompedor de dos grandes muelas tronco-cónicas, las prensas hidráulicas, las vagonetas, una termobatidora, un cuerpo de bombas y todo el utillaje para la elaboración del aceite.
Pese a que el edificio quizá tenga origen medieval, la construcción, maquinaria y utensilios son de mediados del siglo XX.
La almazara estuvo en funcionamiento hasta 1989.Des abril de 2011 en la almazara se ubicó un museo etnográfico dedicado a la elaboración del aceite, su historia y la parte práctica que se aprecia a través de los utensilios y herramientas que en él pueden verse.
En 2013, se organizó la I Jornada del Aceite de Oliva y su Elaboración, en la que se utilizó la almazara para la cata de aceite elaborados en ella.